# Psychopédagogie
 (juin 2017).
 (juin 2017).
 (juin 2017).
La psychopédagogie est l'étude scientifique des méthodes utilisées dans l'éducation et dans l'apprentissage en général. 

Le champ de la psychopédagogie utilise fortement les acquis de la psychologie du développement de l'enfant et de l'adolescent, de la psychologie sociale, de la psychologie cognitive et de la didactique.

## Développement de la discipline
Les premières études sur l'apprentissage utilisent des méthodes plus spéculatives que scientifiques ; il faut attendre 1879 pour que le psychologue allemand Wilhelm Wundt crée à Leipzig le premier laboratoire de psychologie. Hermann Ebbinghaus, un autre psychologue allemand, développe, à la même époque, des techniques d'étude expérimentale sur la mémoire et sur l'oubli.
Le psychologue américain William James ouvre, quant à lui, un laboratoire de psychologie expérimentale à l’Université Harvard. James s'intéresse à l'influence de l'environnement sur les comportements puis aux problèmes de l'apprentissage. Il publie en 1899, Talks to Teachers (Causeries aux enseignants), ouvrage dans lequel il analyse les relations entre la psychologie et l'enseignement.
Edward Lee Thorndike est généralement considéré comme l'un des premiers véritables psychopédagogues. Dans son livre Psychopédagogie (1903), ce disciple de James présente des résultats de ses recherches expérimentales. Il parvient à établir les premières lois fiables de l'apprentissage. Ses travaux sont considérés comme précurseurs du béhaviorisme américain.
Ce domaine de la psychopédagogie s'épanouit ensuite au début du XXe siècle, puis connaît un certain déclin, avant de connaître un nouvel essor lors de la Seconde Guerre mondiale. Les psychologues de l'armée doivent résoudre alors des problèmes concrets de formation. Ils apprennent, par exemple, à détecter qui ferait un bon pilote ou un bon radio. À la fin de la guerre, une grande partie de ces psychologues se tournent vers l'étude des tests et de l'enseignement en milieu scolaire. Simultanément, l'arrivée massive d'enfants à l'école conduit les psychopédagogues à élaborer et à valider des outils pédagogiques, des programmes de formation et des tests. C'est le départ de la Technologie éducative et de l’enseignement programmé (Educational Technology and Programmed Learning).
En France, la recherche est d'abord liée à la mise en place de l'enseignement laïc, avec l’école républicaine de Jules Ferry à la fin du XIXe siècle. Par la suite, elle est marquée par ce qu'on appelle la science de l'éducation ainsi que par la « pédagogie active » ou l'« école nouvelle » de Célestin Freinet, qui voient le jour entre 1920 et 1940, mais dont les pratiques seront vulgarisées surtout après la Seconde Guerre mondiale.

## Les théories de la psychopédagogie
Certains psychologues[Qui ?] proposent des théories partielles sur les phénomènes de l'apprentissage, de la motivation, du développement, de l'enseignement et de la pédagogie. Le béhaviorisme, le cognitivisme, le sociocognitivisme, le constructivisme, le socioconstructivisme ou encore l'écologie du développement sont autant de propositions de théories de l'apprentissage pour tenter de comprendre, prévoir ou contrôler les comportements humains.
On disposerait de certains modèles mathématiques[Quoi ?] de l'apprentissage permettant de prévoir la probabilité qu'un individu fournisse une réponse correcte à une question ; ces théories ont permis la mise au point de l'enseignement assisté par ordinateur pour l'apprentissage de la lecture, des mathématiques ou des langues étrangères. 
Edward Lee Thorndike et Burrhus F. Skinner ont élaboré la théorie du conditionnement opératoire dans le domaine de la psychologie. Cette théorie a été utilisée pour créer une méthode pédagogique que l'on appelle  l'enseignement programmé.
Le psychologue, biologiste, logicien suisse Jean Piaget a élaboré une théorie « constructiviste » selon laquelle l'intelligence de l'enfant se construit par étapes. Il a établi que l'interaction des enfants avec leur environnement permettait d'étayer solidement leurs outils intellectuels par une bonne adaptation aux rythmes du développement psychoaffectif. Cette approche a influencé l'ensemble de la pédagogie et de la psychologie.
Une autre tendance, plus humaniste, la psychopédagogie perceptive théorisée par Danis Bois, postule pour un déploiement des potentialités perceptives comme primat de l'apprentissage. La modificabilité perceptivo cognitive (D. Bois, 2007, E. Berger, 2009, C. Santos, 2006) est sollicitée à travers la médiation corporelle. 

### L'enseignement par objectifs
L’enseignement par objectifs aux États-Unis et au Canada présente un fort contraste avec l’enseignement par contenus, encore en vigueur en France, qui consiste à remplir des cruches vides de matière. Il s’ensuit des plaintes de « surcharge du programme scolaire ».
L’enseignement par objectifs se fonde sur l’équipotentialité de Ludwig von Bertalanffy qui dit qu’un objectif peut être atteint à partir de différents départs, par différents moyens et à travers différentes voies. L’enseignement par objectifs est une approche écosystémique et commence par une analyse des besoins qui débouche sur l’identification et la définition des objectifs d’apprentissage exprimés en termes de comportements à exhiber à la fin de la séquence d’apprentissage. Ces objectifs d’apprentissage sont hiérarchisés en objectifs intermédiaires et terminaux des savoirs, savoir-être et savoir-faire. Le premier objectif est d'« apprendre à apprendre » dans l'acquisition des compétences organisationnelles et la maîtrise des façons et des outils d'apprentissage, comme le dictionnaire ou l'encyclopédie et comme les activités à la bibliothèque. Les écoles au Canada et aux États-Unis sont bâties autour de la bibliothèque, dont le ou la bibliothécaire a le statut d'aide-enseignant, et au milieu d'un terrain de sport avec gymnase à l'intérieur.
Cette hiérarchie des objectifs sert à bâtir les séquences de formation dans la conjonction optimale des voies, moyens et contenus. Elle est aussi la référence à l’évaluation formative des processus et des résultats en cours d’apprentissage, en forme de rétroaction corrective pour placer le dispositif sur sa trajectoire optimale. L’évaluation sommative mesure le degré d’atteinte des objectifs terminaux de l’apprentissage. Le programme d’apprentissage se nomme « Curriculum » au Canada et aux États-Unis. C’est un « système » complet ou configuration cohérente d’activités, de contenus, de moyens et de temps en interactions pour atteindre les objectifs d’apprentissage en fonction d’une clientèle définie et d’une situation particulière d’enseignement direct en face-à-face ou d’enseignement à distance.
L'enseignement par objectifs permet l'apprentissage individualisé à l'extrême, jusqu'au « menu à la carte » pour chacun, en termes d'activités, de contenus, de moyens et de rythme. L'élève commence par choisir un ou des objectifs d'apprentissage hebdomadaire(s) ou mensuel(s) dans une gamme proposée et avec l'enseignant(e), il ou elle configure le système d'apprentissage qui est un "contrat" négocié entre les 2 parties et dont le délai est la dimension temporelle de l'objectif. La salle de cours et le cours deviennent le lieu et le temps des débats. La coordination de la classe est assurée par l'enseignant(e) et celle des classes par le chef d'établissement et ainsi de suite, du local en régional jusqu'au national.

### L’enseignement programmé
Généralisant à l'apprentissage humain les résultats de ses recherches sur la psychologie animale, Skinner et le néo-béhaviorisme ont été amenés à édifier toute une théorie de l'apprentissage qu'ils appliquent directement à la thérapie béhavioriste et à l'enseignement programmé où le terme "programme" désigne une séquence d'activités ordonnancées de façon systématique selon les principes suivants :
1. Un individu apprend, c'est-à-dire modifie son comportement, en observant les conséquences de ses actes. C'est la rétroaction cybernétique.
2. Les conséquences  qui  renforcent la probabilité de la répétition ou de la suppression d'un acte sont appelées des renforcements.
3. Plus rapidement un renforcement fait suite au comportement recherché, plus il est probable que ce comportement se répétera.
4. Plus un renforcement est fréquent, plus il est probable que l'élève ou le  patient répétera l'acte qui en est la « cause ».
5. L'absence de renforcement, ou même son éloignement dans le temps, diminue la probabilité qu'un acte se reproduise.
6. Le renforcement intermittent d'un acte allonge la période pendant laquelle l'élève ou le patient poursuivra une tâche sans autre renforcement.
7. Le comportement d'apprentissage d'un élève ou d'un patient peut-être « développé » ou « structuré » graduellement par un renforcement « différentiel », c'est-à-dire  en  renforçant  les comportements que l'on désire voir se répéter, et ne renforçant pas les actions que l'on veut éviter ou encore  en  les  renforçant de façon négative par des réprimandes ou d'autres punitions.
8. En plus du fait qu'il rend  plus probable la répétition d'un acte, le renforcement produit des effets motivants.
9. Le comportement d'un élève ou d'un patient peut être amené jusqu'à un grand degré de complexité, en structurant  son  comportement  en  actes simples, puis en groupant ces derniers en une longue chaîne.

Ce dernier conduit à identifier et à définir le comportement recherché, à installer chez l'élève ou le patient et à le lui rendre désirable. C'est la "motivation" dans son expression la plus simple. Ce comportement recherché est fractionné ou « analysé » en fragments de plus en plus menus et de plus en plus simples avec leurs relations qui ne sont pas toujours évidentes pour l'élève ou le patient, car la progression dans les acquisitions va du plus simple au plus complexe.
Un enseignement programmé ou une thérapie béhavioriste présente la matière à apprendre ou le comportement recherché en fragments menus de difficulté progressivement échelonnée de telle sorte que le comportement que l'on veut installer soit acquis avec la même sûreté qu'une réponse obtenue par le dressage (« shaping ») chez l'animal. L'écart entre les fragments successifs ne doit pas être laissé au hasard, quant à la difficulté, car, trop grand ou trop court, il compromettra l'apprentissage.
À travers, donc, la notion d'apprentissage, en tant que processus de changement de comportement, on passe aux applications pédagogiques et thérapeutiques. Les premières sont formatrices et les secondes sont correctrices pour des prétendus « troubles de comportement » et autres « retards scolaires » sans autre souci pour le rapport avec la « normalité », le contexte social et culturel qui donne sens en tant qu'orientation, pertinence et signification.
Au niveau de la technique, les procédures de l'enseignement programmé et de la thérapie béhavioriste ne sont pas sans intérêt. Elles ont donné des résultats probants et d'une efficacité indiscutable. Pourtant, les théories qui les fondent souffrent de limitations graves dans l'élémentaire du court terme et de l'individu en contraste au globalisme de la longue échéance et du milieu de vie. Que l'on songe aux horribles méfaits de la suppression béhavioriste de l'énurésie nocturne où la solution est source de problèmes beaucoup plus graves de sentiment d'insécurité, d'anxiété et d'angoisse et de la solution béhavioriste à l'anorexie qui ne fait que déplacer le moyen d'action sur l'entourage et le moyen d'autodestruction sans s'attaquer aux problèmes de la relation de soi à soi et de celle avec l'entourage qui sont à la source. Il est de même des succès  de l'enseignement programmé qui a fait le choix de remplir des cruches vides plutôt que d'allumer des lanternes en transformant des illettrés en analphabètes ! L'approche écosystémique est l’antidote de cet élémentaire.

## Motivation
Dans les situations scolaires normales, où la population est homogène socialement, on a pu proposer et vérifier certaines théories. 
Ainsi, la théorie de l'attribution définit le rôle de la motivation dans les situations de réussite ou d'échec scolaire. Cette théorie propose des tests permettant de déterminer si les apprenants attribuent leur succès à la chance ou à leur travail. Ceci est plutôt du ressort culturel où des groupes valorisent l’école et les études plus que d’autres groupes.

## Tendances actuelles
Les chercheurs en psychopédagogie s'orientent actuellement vers l'étude du traitement de l'information ; ils analysent les techniques d'acquisition de l'information, son interprétation et son encodage, son classement et sa restitution. Des découvertes récentes sur les processus cognitifs ont amélioré la compréhension des dispositifs de la mémoire, de la créativité et de la résolution de problèmes.
Par ailleurs, chaque nouvelle théorie d'évaluation des capacités et des aptitudes conduit les psychopédagogues à développer de nouveaux tests. Les chercheurs ont également étudié l'impact pédagogique d'avancées technologiques telles que la micro-informatique. 
En France, les matériels de formation des maîtres font l'objet de bases de données que l'Éducation nationale met à la disposition des enseignants grâce au Centre national de documentation pédagogique. Aux États-Unis et au Canada, l’ordinateur portable connecté à l’internet a remplacé la pile de livres auprès des élèves du primaire et du premier cycle secondaire. À partir de l’enseignement par objectifs des années 1960, le passage à l’informatique n’est qu’un changement mineur d’outil avec la technologie éducative et l’enseignement programmé des années 1960-70.
En même temps que monte une demande sociale accrue d'exigence technique et technologique, donc aussi de formation et d'éducation, liées à l'utilisation des TICE, certains chercheurs s'interrogent sur la préservation du bien-être ou sur la résorbassions de la fracture numérique dans la société.
Un courant de la psychopédagogie s'oriente actuellement vers une approche anthropologique du savoir dans la lignée des travaux de Jack Goody. C'est notamment l'approche de Serge Boimare, et de sa proposition de classe à médiation culturelle.

### Conclusion
Plus pragmatique qu’idéologique ou philosophique, l’enseignement par objectifs et l’enseignement programmé sont l’aboutissement de cette longue lignée de la psychopédagogie d’antan dont les illustres ancêtres sont Ovide Decroly (1871-1932), Maria Montessori (1870-1952), Célestin Freinet (1896-1966) et bien d’autres pour l’Europe seulement. Le Canada et les États-Unis ont suivi d’autres voies par des besoins différents de formation et des situations différentes de pays à très faible densité de population et bâtis sur les immigrations venues de toutes les mers.